# Bendida Peak
Der Bendida Peak (bulgarisch връх Бендида wrach Bendida) ist ein 1200 m hoher und vereister Berg auf der Trinity-Halbinsel des Grahamlands im Norden der Antarktischen Halbinsel. Er ragt 2,11 km nordnordwestlich des Golesh Bluff, 12,22 km östlich des Poynter Hill, 4,27 km südlich bis östlich der Aureole Hills, 12,74 km südwestlich des Mount Schuyler und 13,57 km westlich bis nördlich des Gurgulyat Peak aus den nördlichen Ausläufern des Detroit-Plateaus auf. Ein Nebengletscher des Pettus-Gletschers mit nordwestlicher Fließrichtung liegt westlich von ihm.
Deutsche und britische Wissenschaftler nahmen 1996 seine Kartierung vor. Die bulgarische Kommission für Antarktische Geographische Namen benannte ihn 2010 nach der thrakischen Gottheit Bendida.